# 伊藤美裕
伊藤 美裕（いとう みゆ、1987年4月4日 - ）は、日本の歌手。本名は斎藤 美幸（さいとう みゆき）。大阪府池田市出身。血液型はA型。所属事務所は株式会社オフィスウォーカー、所属レコード会社は日本コロムビア。

## 人物
大阪教育大学附属池田中学校卒業。その後、高等学校と立命館大学を卒業しているが、高等学校名は非公表。

## プロフィール
- 趣味：ヴァイオリン、和風料理、 純文学、名画鑑賞、 走ること。
- 特技：内緒にしている。
- 好きな食べ物：パン、スウィーツ、レンコン、ブリ、お寿司。
- 好きな言葉：「in dreams begins the responsibility 」（夢をもった時点で責任が生まれる）

## 経歴
- 2001年に出身中学校と同じ敷地にあった大阪教育大学附属池田小学校で発生した無差別殺人事件がきっかけで、当初は報道記者を目指す。大学に進み、北海道にあるテレビ朝日系列の北海道テレビ（制作部門）[1][2]から内定をもらっていたが、2009年に応募して受けたレコード会社と民放ラジオ各局共催で全国大会のヴォーカルオーディション「輝け!歌謡曲〜歌姫（ディーヴァ）を探せ!オーディション〜[3]」で優勝したことから、内定を辞退して歌手を目指す[4]。
- デビュー前の2011年3月8日より文化放送の「日野ミッドナイトグラフィティ 走れ!歌謡曲」（火曜日）のレギュラーパーソナリティに起用される。
- 日本コロムビアに所属することになり、「日本コロムビア創立100周年記念アーティスト」の歌謡曲部門として2011年4月20日に「六本木星屑（スターダスト）」でデビューすることになった[5]。尚、キャッチフレーズは「歌謡曲の歌姫〜100年の眠りから目覚める〜」である。

## エピソード
- 店頭キャンペーンなどで使用しているマイクは、デビューを記念して所属事務所の先輩である松崎しげるから贈られたものである[1]。

### 走れ!歌謡曲において
- 過去のコーナーで色々なアニメキャラのものまねを少し披露していた事がある。
- 番組内で流れるジングルにおいて自身の名前について「みゆうではありません。みゆです!」と注意を呼び掛けている。
- 2011年5月17日の放送で母親から肉声のメッセージが流された。デビューを祝福する内容であったが、メッセージ終了後に発せられたのは涙声ではなく笑い声であった。本人は「母親が緊張して棒読みだったため」笑ってしまったとのこと。

## ディスコグラフィー

### シングル
|   | タイトル／収録曲                                                              | 発売日         | 作詞       | 作曲           | 編曲     | 備考                                 | オリコン |
| - | ----------------------------------------------------------------------------- | -------------- | ---------- | -------------- | -------- | ------------------------------------ | -------- |
| 1 | 六本木星屑（スターダスト） c/w ひとり十六夜（いざよい）                       | 2011年4月20日  | 吉元由美   | 川口真         | 萩田光雄 | 「第53回日本レコード大賞」新人賞受賞 | 122位    |
| 2 | why? 〜真夜中の予感〜 c/w ちょっとヨコハマ さすらいの天使（ボーナストラック） | 2011年10月26日 | 岡田冨美子 | 若草恵         | 船山基紀 |                                      | 106位    |
| 3 | 北国行き11:50 c/w マリエの話 桜色の雨 （ボーナストラック）                    | 2012年7月18日  | たかたかし | 鈴木キサブロー | 矢野立美 |                                      | 106位    |
| 4 | あなたの花になりたい c/w 月の鍵                                               | 2013年2月27日  | 松井五郎   | 末光篤         | 末光篤   |                                      | 150位    |
| 5 | COME ON! COME ON! c/w 恋の裏わざ                                              | 2015年1月21日  | 岡田冨美子 | 鈴木淳         | 萩田光雄 |                                      |          |
| 6 | Believer                                                                      | 2019年4月20日  | 伊藤美裕   | 宮野弦士       | 宮野弦士 | 配信限定                             |          |
| 7 | It must be love.                                                              | 2019年7月3日   | 伊藤美裕   | 南佳孝         | 西脇辰弥 | 配信限定                             |          |

### アルバム
|   | タイトル | 発売日        | 備考  | オリコン |
| - | -------- | ------------- | ----- | -------- |
| 1 | AWAKE    | 2019年7月24日 | 2枚組 |          |

### 他名義
| タイトル | 発売日       | 作詞       | 作曲     | 編曲     | 備考                                                                 |
| -------- | ------------ | ---------- | -------- | -------- | -------------------------------------------------------------------- |
| 桜色の雨 | 2012年4月4日 | 森田いづみ | 水森英夫 | 石倉重信 | 出光仁美とのコロムビア創立100周年記念デュオ“ひとみーゆ”名義 配信限定 |

## 出演

### テレビ
- saku saku（テレビ神奈川／tvk）－ゲスト出演。2011年5月30日 〜 6月3日。
- 新・平成歌謡塾（BS朝日／第一興商スターカラオケ）－カラオケレッスンコーナーのアシスタント。[6]2011年6月12日 〜 。
- THAT'S ENKA TAINMENT〜ちょっと唄っていいかしら?〜、略称エンカメ（ABC）－ゲスト出演。毎週木曜日AM1：38〜、2013年3月7日。
- あらぶんちょ!　神保町昭和歌謡倶楽部　司会　東京ケーブルネットワーク

### ラジオ
- ラジオアミューズメントパーク（文化放送制作、2010年4月 - 2012年3月、2016年10月 - 2017年3月、2018年10月 - 2020年3月）
- 日野ミッドナイトグラフィティ 走れ!歌謡曲（文化放送、2011年3月8日 - 2014年3月25日[7]） － 火曜日レギュラーパーソナリティ[8]
- 伊藤美裕のミユ☆スタ〜歌謡曲体験学習〜（ラジオ大阪、2013年4月4日[9] - 2013年9月26日）
- Premium G 〜MUSIC GIFT〜（ミュージックバード、2017年10月1日 - 2020年3月29日）

### 映画
- 『いつかのピクニック』（関西自主制作、2012年3月）に出演。東日本大震災を題材にしたインディーズ映画。

### ミュージカル
- 朝倉薫のガールズハイパーミュージカル2016「タイラー!」（2016年5月24日 - 29日、シアターブラッツ） - バーンスタイン 役[10]

## 受賞歴
2011年（平成23年）
- 「第8回ベストデビュタント賞音楽部門」を受賞。

2011年（平成23年）
- 「第53回日本レコード大賞新人賞」を受賞。

## 連載
- 月刊・歌の手帖（マガジンランド） － 2011年7月号より連載エッセイとして「I to miyusic〜温故知新・昭和歌謡曲探訪記〜」を執筆している。

## 関連人物
- 出光仁美 － 伊藤と同レーベルの日本コロムビア（旧・コロムビアミュージックエンタテインメント）創立100周年記念アーティストの演歌部門で2010年4月21日にデビュー。2012年4月にデュオ「ひとみーゆ」として共演した[11]。